# George Dancis
Juris O. « George » Dancis, né le 28 novembre 1932, à Riga, en Lettonie, et mort le 20 avril 2021, est un ancien joueur letton naturalisé australien de basket-ball. Il est le frère de Mike Dancis.

## Biographie
Il a participé aux Jeux olympiques de 1956 à Melbourne. 